# 1790-ih
2. tisućljeće
◄ | 17. stoljeće | 18. stoljeće | 19. stoljeće | ►
◄ | 1760-ih | 1770-ih | 1780-ih | 1790-ih | 1800-ih | 1810-ih | 1820-ih | ►
1790. | 1791. | 1792. | 1793. | 1794. | 1795. | 1796. | 1797. | 1798. | 1799.

## Događaji i trendovi
- Francuska revolucija

## Vanjske poveznice
|  | Zajednički poslužitelj ima još gradiva o temi 1790-ih |